# Perșotravneve, Melitopol
Perșotravneve (în ucraineană Першотравневе) este un sat în comuna Novomîkolaiivka din raionul Melitopol, regiunea Zaporijjea, Ucraina.

## Demografie
Componența lingvistică a localității Perșotravneve
     Rusă (75,42%)
     Ucraineană (24,58%)
Conform recensământului din 2001, majoritatea populației localității Perșotravneve era vorbitoare de rusă (75,42%), existând în minoritate și vorbitori de ucraineană (24,58%).